# حمض الفريوليك
حمض الفيرليك هو حمض الهيدروكسينّامك (hydroxycinnamic)، وهو نوع من المركبات العضوية. وهو مشتق من الفينول النباتية التي وجدت وفيرة في مكونات جدار الخلية النباتية مثل الآرابينوكسيلانس (arabinoxylans)، كما سلاسل الجانب التساهمية. ويرتبط ذلك بحامض عبر السيناميك.[بحاجة لمصدر]
كمكون من اللجنين، حمض الفيرليك هو أهم مكون في صناعة المركبات العطرية الأخرى. وجاءت التسمية من نوع شجرة الحلتيت، مشيرا إلى الشمر العملاق (نبات الحلتيت الشائع أو القنة الشائعة)، (تُطلق كلمة حِلتيت أيضًا على الصِّمغ الطيِّب الذي ينتجه هذا النَّبات).[بحاجة لمصدر]

## التواجد في الطبيعة
يوجد كعنصر بناء للكتلة الحيوية الخشبية (lignocelluloses)، مثل البكتين واللجنين، فإن حمض الفيروليك موجود في كل مكان في المملكة النباتية.[بحاجة لمصدر]

### في الطعام
تم العثور على حمض الفيروليك في عدد من المصادر النباتية، ويوجد بتركيزات عالية بشكل خاص في الفشار وبراعم الخيزران. وهو مستقلب رئيسي لأحماض الكلوروجينيك في البشر جنبًا إلى جنب مع حمض الكافيين والأيزوفيروليك، ويتم امتصاصه في الأمعاء الدقيقة، في حين يتم إنتاج المستقلبات الأخرى مثل حمض ثنائي هيدروفيروليك، وحمض الفيرولويلجليسين، وكبريتات حمض ثنائي هيدرو فيروليك من حمض الكلوروجينيك في الأمعاء الغليظة.[بحاجة لمصدر]
في الحبوب، يتم وجود حمض الفيروليك في النخالة - الطبقة الخارجية الصلبة للحبوب في القمح-، توجد المركبات الفينولية بشكل أساسي في شكل حمض الفيروليك المرتبط غير القابل للذوبان وقد تكون ذات صلة بمقاومة أمراض القمح الفطرية. تم العثور على أعلى تركيز معروف لغلوكوسيد حمض الفيروليك في بذور الكتان (4.1 ± 0.2 جم / كجم). كما يوجد أيضًا في حبوب الشعير. يمكن أن تنتج نباتات أستريد eudicot أيضًا حمض الفيروليك. الشاي المخمر من أوراق ياكون (سمالانثوس سونشيفوليوس)، وهو نبات يزرع تقليديا في شمال ووسط الأنديز، ويحتوي على كميات من حمض الفيروليك. في البقوليات، يعتبر نوع الفاصوليا البيضاء هو أغنى مصدر لحمض الفيروليك بين أصناف الفاصوليا الشائعة (Phaseolus vulgaris). يوجد أيضًا في جرامات الحصان (Macrotyloma uniflorum).[بحاجة لمصدر] على الرغم من وجود العديد من مصادر حمض الفيروليك في الطبيعة، إلا أن التوافر البيولوجي له يعتمد على الشكل الموجود فيه: حمض الفيروليك الحر له قابلية محدودة للذوبان في الماء، وبالتالي ضعف التوافر البيولوجي. في حبوب القمح، تم العثور على حمض الفيروليك مرتبطًا بعديدات السكاريد الموجودة في جدار الخلية، مما يسمح بإطلاقه وامتصاصه في الأمعاء الدقيقة.[بحاجة لمصدر]

### في الأدوية العشبية
تم التعرف على حمض الفيروليك في أعشاب الطب الصيني مثل Angelica sinensis (الجينسنغ الأنثوي) وCimicifuga heracleifolia  وLigusticum chuangxiong. كما يوجد أيضًا في الشاي المخمر من القنطور الأوروبي (Centaurium erythraea)، وهو نبات يستخدم كعشب طبي في أجزاء كثيرة من أوروبا.